# タラス
座標: 北緯42度31分 東経72度14分 / 北緯42.52度 東経72.23度
タラス（Талас、ラテン文字転写: Talas）は、キルギス共和国北西部にある都市。タラス州の行政府がある。人口は約3万2000人（1999年）。

## 地理
タラス川沿いの渓谷に位置し、カザフスタンの国境に近く、同国のジャンビルが約80km北西にある。標高は約1300メートル。
長く交通の要所として重要な役割を果たしてきた。751年にこの地の近くでタラス河畔の戦いが起こり、アッバース朝に唐の節度使である高仙芝が敗れた。この戦いを機に、製紙法がイスラーム世界にもたらされたとされる。
タラスの経済はカザフスタンのタラズ (Taraz) 市と深く結びついてきたが(こちらもかつてはTalasと表記され、よく混同される）、ソ連崩壊後はカザフスタンによって国境管理が厳しくなり、キルギスのタラスから首都ビシュケクへの交通は容易ではない。

## 歴史
今日のタラスの町そのものは1877年に東スラブ人たちによって造られた。
キルギスの叙事詩の英雄マナスは、この町の近くで生まれたとされる。